# Macrotyloma africanum
Macrotyloma africanum är en ärtväxtart som först beskrevs av Ernst Wilczek, och fick sitt nu gällande namn av Bernard Verdcourt. Macrotyloma africanum ingår i släktet Macrotyloma och familjen ärtväxter. Inga underarter finns listade i Catalogue of Life.